# 샤를로트 카시라기
샤를로트 마리 포멜린 카시라기(프랑스어: Charlotte Marie Pomeline Casiraghi, 1986년 8월 3일 ~ )는 모나코 공녀 카롤린과 이탈리아의 기업가 스테파노 카시라기의 장녀이다. 레니에 3세와 그레이스 켈리의 외손녀이다. 그녀의 이름은 외증조할머니인 발랑티누아 여공작 샤를로트의 이름에서 따왔다.